# Filip Stoilović
Filip Stoilović (en serbe : Филип Стоиловић) est un joueur serbe de volley-ball né le 11 octobre 1992. Il joue au poste de réceptionneur-attaquant.

## Palmarès

### Clubs
Coupe de Serbie :
- 2009, 2011, 2013, 2014

Championnat de Serbie :
- 2012, 2013, 2014, 2015
- 2010
- 2011

Supercoupe de Serbie :
- 2011, 2012, 2013, 2014

Coupe de France :
- 2017

Championnat de Tchéquie :
- 2021

### Équipe nationale
Championnat du monde des moins de 23 ans :
- 2013

### Distinctions individuelles
- 2013: Meilleur réceptionneur-attaquant Championnat du monde des moins de 23 ans